# Stølefjorden
Stølefjorden er en fjord i den sydlige del af  Kragerø kommune i  Vestfold og Telemark fylke i Norge. Den har indløb ved Fengesholmen og ligger vest for Rødskjærgapet. Den går  4 km mod vest i området nord for Portør. Fjorden fortsætter som Haslumkilen som ender ved bebyggelsen Levang. Hele området har en længde på cirka 7 km.